# Xanionotum bruchi
Xanionotum bruchi är en tvåvingeart som först beskrevs av Borgmeier 1924.  Xanionotum bruchi ingår i släktet Xanionotum och familjen puckelflugor. Inga underarter finns listade i Catalogue of Life.